# Cronaca rimata della Livonia
La cronaca rimata della Livonia (in tedesco Livländische Reimchronik) è una cronaca scritta in alto-tedesco medio da un autore anonimo. Copre il periodo 1180-1343 e narra la cristianizzazione della Livonia (una regione situata a cavallo tra la moderna Estonia meridionale e la Lettonia) da parte dell'Ordine teutonico.
È un documento di inestimabile rilevanza storica, poiché le uniche altre due fonti affidabili coeve che parlano dell'area baltica sono costituite dalle Cronache di Enrico di Livonia (Heinrici Chronicon Lyvoniae) e la Prima Cronaca di Novgorod.

## Analisi dell'opera
L'opera, nella quale sono menzionate solo tre date (1143, 1270 e 1290), copre in realtà un periodo di centodieci anni, che va dall'arrivo dei mercanti germanici in Livonia all'ultimo decennio del XIII secolo. La questione relativa all'autore della cronaca rimata della Livonia (in abbreviazione LR) è antica. L'autore doveva essere un cavaliere teutonico, giunto in Lettonia nel 1279, il quale conosceva bene la regione e in particolar modo la Curlandia: dal 1279 le informazioni sulla regioni diventano più precise e puntuali. Non mancano notizie fornite dal testo sulla Lituania, utili per ricostruire un'epoca di profonde trasformazioni per il Paese, sugli stati successori della Rus' di Kiev, in particolare sulla Repubblica di Novgorod e sul Principato di Vladimir-Suzdal' e sull'Ordine di Livonia.
Il nucleo centrale della LR è costituito dalla lotta dell'Ordine teutonico (e inizialmente dei Cavalieri Portaspada) per diffondere la cristianità e difendere la libertà di commercio dei tedeschi in Livonia, sconfiggendo i pagani (Semgalli, Selonici, Jatvingi, Lituani, Estoni) o i cristiani ortodossi (Russi). La cristianizzazione del Baltico Orientale appare, nelle parole della LR affidata quasi unicamente ai teutonici, escludendo qualsiasi altra istituzione: la parte assegnata ai vescovi, per esempio, è assai scarsa. Si offre un'immagine altamente positiva soltanto dei pellegrini, dei crociati provenienti dalla Germania, i quali forniscono un contributo rilevante nelle conquiste sull'Ostsee.
Ci si potrebbe chiedere se i cavalieri comprendessero pienamente la lingua della LR, visto che la maggioranza di loro proveniva (perlomeno negli anni in cui fu scritta la cronaca) da zone in cui si parlava il medio basso tedesco, ma la questione resta irrisolta. Si sono fatte varie ipotesi sulla persona del rimatore che ha compilato l'opera di oltre 12.017 versi in rima baciata. Esistono due tradizioni scritte a mano:
- Un'edizione di Riga della metà del XIV secolo trovata nella biblioteca del Livonian Knighthood a Riga ed è considerata perduta.

- Un'edizione di Heidelberg del XV secolo nella Biblioteca dell'Università di Heidelberg come Codex Palatinus germanicus 367.[11] I versi dal 2561 al 3840 sono strappati dall'edizione di Riga. Nei versi rimanenti, entrambe le edizioni corrispondono.

Per lo studioso Alan Murray a scrivere doveva essere un cavaliere più che un prete. Pur essendo plausibile, non vi è certezza: Enrico di Lettonia era un sacerdote, ma espertissimo nell'arte della guerra; le sue descrizioni di assedi, battaglie (ad alcune partecipò di persona) e armamenti rimangono memorabili.
A livello di differenze con l'opera di Enrico, può sicuramente citarsi l'idioma (tedesco anziché latino), oltre che gli argomenti su cui si basa. Nelle LR, al centro di tutto vi sono la crociata, la diffusione della parola di Dio, i rapporti con il papato, le stesse foreste, il mare o i laghi ghiacciati vengono raccontati in modo diverso da chi pensava in tedesco ma scriveva nella lingua di Roma, rispetto a chi si esprimeva anche per iscritto nel proprio idioma. Mary Fischer sostiene che la cronaca di Livonia era evidentemente destinata ad essere letta ad alta voce durante i pasti dei soldati crociati. La lettura durante i pasti avrebbe dovuto unire il nutrimento corporale a quello spirituale, tanto da essere stata prevista anche la parafrasi di alcuni passaggi della Bibbia, soprattutto i Maccabei e Giuditta. L'opera seguiva una scopo diverso: era più rivolta a indirizzare cavalieri e pellegrini nei territori dei nemici o a favorire l'arruolamento di nuovi cavalieri in Germania (grosso modo come accadeva per le crociate gerosolomitane). Uno dei motivi che, tra l'altro, portò alla disfatta dei Portaspada e al loro scioglimento fu il loro numero perennemente scarso, gli stentati rapporti con la patria d'origine, oltreché le oggettive difficoltà di vivere e combattere in un ambiente sfavorevole, con un clima ostile, alle prese con nemici aggressivi, irruenti e sempre pronti all'attacco. Gli inverni erano freddi, i laghi ghiacciavano, il mar Baltico diventata valicabile anche a cavallo e i soccorsi divenivano praticamente impossibili.
La Cronaca Rimata è considerata dagli studiosi molto più "laica" delle sue consorelle latine. Nonostante i fratelli vengono considerati alla stregua di martiri quando muoiono in battaglia, il ruolo dell'Ordine teutonico sembra più che altro militare e la difesa o la diffusione della cristianità in Livonia appare un obiettivo di rilevanza non primaria. Le fonti religiose a cui attinge la LR sono poche. Il contenuto teleologico è elementare e ripetitivo. I riferimenti religiosi più frequenti sono espressioni di gratitudine a Dio, Cristo, lo Spirito Santo e la Vergine per l'aiuto in battaglia e l'opera stessa infatti si conclude con la lode a Cristo e a Maria." Rileva S. Ghosh che raramente la LR ricorda la conversione degli sconfitti. I danni e le razzie dei cristiani sono degne di lode, ma non differiscono da quelle pagane. Uniche eccezioni sono i vv. 2601-2602, in cui si afferma che i Fratelli dell'Ordine con tenacia diffondevano la fede e la retta dottrina e i vv. 2350-2357, in cui si legge che Teodorico di Grüningen si rese conto che in Curlandia la popolazione rimaneva ancora pagana. Ciò gli causò tanto dolore. Gran pena albergò nel suo cuore. Fu Dio a instillargli nell'animo l'idea che, per fare del bene alla cristianità, avrebbe dovuto portar guerra in Curlandia. Nella LR le battaglie sono motiviate dal desiderio di acquisire o di saccheggiare territori, non per difendere o diffondere la fede: la ricerca dell'onore militare e della ricchezza (in senso lato) sono i moventi dei conflitti.

### I concetti cardine
A seguito dei versi introduttivi, sono descritti vari eventi fino al verso 1291. I versetti dal 2065 al 2294 ineriscono alla battaglia sul lago Peipus. Le indicazioni più importanti che trasmette l'opera sono varie, riassumibili essenzialmente in quattro macro-punti:
- Deus vult: i pagani vengono sconfitti e trucidati perché Dio lo vuole, affinché si diffonda la fede in Lui. Gli eserciti cristiani sono decimati dagli infedeli perché il Signore, nel suo imperscrutabile disegno, lo permette. Questa fiducia, questo cieco assegnamento su Cristo - fondamento di ogni speranza anche nelle avversità - è un tratto tipico del Medioevo.

- I primi 126 versi della LR non rappresentano solo un prologo inevitabile e ineludibile, una dedicatio dal valore esclusivamente formale, bensì un'attestazione di fede sincera del rimatore. Lo stesso ragionamento è applicabile alla parte iniziale del Chronicon terrae Prussiae di Pietro di Duisburg, un altro cronista tedesco medievale.[20]

- Guerra, compiacimento per i propri strumenti bellici, per la propria supremazia militare, frequente disprezzo dei nemici, violenze, razzie: i crociati di Cristo sono anche questo. Amano le conquiste, il potere, le ostilità.[21]

- Il quarto punto, più che un concetto, è un'osservazione critica: difficilmente un lettore moderno potrebbe soprassedere sulle insanabili contraddizioni che caratterizzano la cronaca.[16]

### La bandiera della Lettonia
Un riferimento assolutamente interessante viene fornito nel momento in cui l'autore si focalizza su una battaglia combattuta a Cēsis (Wenden) nel 1200. Nella descrizione della fortificazione difensiva e degli uomini che la presidiavano, si fa riferimento ad uno stendardo in rosso separato da una striscia bianca al centro: lo spaccato in lingua originale recita die banier der Letten. Quel che letteralmente si poteva tradurre con "drappo dei lettoni", è stato riportato come "bandiera nazionale dei lettoni" nelle riedizioni dell'opera in lingua lettone della fine del XIX secolo: la volontaria interpretazione del termine con un significato sconosciuto ai medievali era frutto di traduzioni che cavalcavano il sentimento antitedesco assai comune a ridosso del 1900.
Al di là di queste considerazioni, il dato emergente più rilevante è che bandiera della Repubblica di Lettonia resta uno dei vessilli più antichi nel continente europeo, essendo testimoniato il disegno odierno o un disegno simile già nel Medioevo.

## La seconda cronaca
Una seconda cronaca di rime, nota come più recente cronaca rimata di Livonia (in tedesco Die jüngere livländische Reimchronik), fu scritta in basso tedesco da Bartholomäus Hoeneke, cappellano del Landmeister dell'Ordine Livoniano Goswin von Herike poco prima del 1350. In essa si narrano gli eventi accaduti dal 1305 al 1348. È questa cronaca che parla di come furono assoggettati gli estoni, popolazione particolarmente rivoltosa che si placò solo nel 1345, dopo il fallimento della Rivolta della notte di San Giorgio. L'originale è perso ma sopravvivono le parafrasi in prosa.